# Kapácsy Miklós
Kapácsy Miklós (1965. november 4. –) magyar színész, szinkronszínész.

## Élete
Eredetileg is színésznek készült, gimnazista korában a Szkéné Színházban játszott, azonban később otthagyta, mert nem tetszett neki az ottani irányzat. Jelentkezett egy színművészeti egyetemre, azonban a második rostán kiesett a jelentkezők közül. Ezután bölcsészkaron folytatta, ahol magyar-német szakos tanárként végzett. A színészetet a kar egyetemi színpadán folytatta, ahol többek közt színpadra vitte Nyikolaj Vasziljevics Gogoltól az Egy őrült naplóját.
Az egyetem befejezése után Ausztriában kapott állást műsorvezetőként, zenés-táncos produkciókban. Itt értesült  a Pannónia Filmstúdió szinkrontanfolyamáról, ahova jelentkezett és fel is vették.

## Film- és sorozatszerepek
| Év        | Cím                                 | Szerep                         |
| --------- | ----------------------------------- | ------------------------------ |
| 2024      | Futni mentem                        | Taxisofőr                      |
| 2023      | Tündérkert                          | Szász gyümölcsárus             |
| 2023      | Valami Amerika                      | taxis                          |
| 2023      | Szelfi Egyetem                      | zsörtölődő néző                |
| 2022      | Doktor Balaton                      | ellenőr                        |
| 2022      | Hotel Margaret                      | Borisz                         |
| 2021      | Keresztanyu                         | Állomásfőnök                   |
| 2019      | Foglyok                             | rémült szomszéd                |
| 2019      | Ízig-vérig                          | hentes                         |
| 2019      | Drága örökösök                      | Kocsmáros                      |
| 2019      | Jóban Rosszban                      | reptéri biztonsági őr          |
| 2019      | Tóth János                          | Vendég                         |
| 2017      | Tóth János                          | Kellner                        |
| 2017      | Egynyári kaland                     | Günter                         |
| 2017      | Eszméletlen                         | Brúsz                          |
| 2016      | Neandertaler                        | Jan Molfenter                  |
| 2015      | Aranyélet                           | Bróker                         |
| 2015      | Ketten Párizs ellen                 | Ruhafestő                      |
| 2015      | Kossuthkifli                        | Kordalésza                     |
| 2014      | Munkaügyek                          | Ügyfél                         |
| 2014      | Houdini                             | A detroit-i színház menedzsere |
| 2014      | Fleming - Rázva, nem keverve        | Jampec                         |
| 2014      | Viktória: A zürichi express         | Rendőr                         |
| 2014      | Barátok közt                        |                                |
| 2013-2015 | Las aventuras del capitán Alatriste | Hidalgó                        |
| 2012      | A holló                             | Headline man #1                |
| 2011      | Die Samenhändlerin                  |                                |
| 2008      | Valami Amerika 2.                   | Rendőr                         |
| 2008      | Mázli                               | Jenő                           |
| 2007      | Konyec – Az utolsó csekk a pohárban | Gábor                          |
| 2006      | Részletkérdések                     |                                |
| 2005      | Fej vagy írás                       | Szöszi papája                  |
| 2005      | Szeress most!                       |                                |
| 2004      | Nyócker!                            | Szaki, Politikus               |
| 2004      | Magyar vándor                       | Eunuch                         |
| 2003      | Szeret, nem szeret                  | Ellenőr, autószerelő           |
| 2002      | Valami Amerika                      | Rendőr                         |
| 2002      | Szép halál volt                     |                                |
| 2001      | Pizzás                              | Töritanár                      |

## Színházi szerepeiből
- Grab (Budapest Bábszínház) - Igazgató
- Don Juan (Pesti Színház) - Tisztviselő[1]

## Szinkronszerepei
| Cím                                                     | Szerep                             | Színész              |
| ------------------------------------------------------- | ---------------------------------- | -------------------- |
| 24                                                      | Edgar Stiles                       | Louis Lombardi       |
| 90210                                                   | Finnigen "Finn" Court              | Scott Patterson      |
| A betolakodó                                            | Santiago Islas                     | Marco Uriel          |
| A bosszú álarca                                         | Celestino Morales Camacho "Dagadt" | Manolo Coego         |
| A Cleveland-show                                        | Cleveland Brown                    | Mike Henry           |
| A csodálatos kutyadoki                                  | Cesar Millan                       | Cesar Millan         |
| A dzsungel könyve                                       | Rikki-Tikki-Tavi                   | Danny Katiana        |
| A fiúk a klubból                                        | Lewis                              | Paul Essiembre       |
| A Grace klinika                                         | Joe                                | Steven W. Bailey     |
| A Hatfield-McCoy viszály                                | Tom "Borzos" Wallace               | Andy Gathergood      |
| A liga                                                  | Pete Eckhart                       | Mark Duplass         |
| A mackócsalád                                           | Medveföldi bácsi                   | Mark McMulkin        |
| A macska                                                | Lupe                               | Óscar Ferretti       |
| A Mandalóri                                             | Trapper Wolf                       | Dave Filoni          |
| Amerikai fater                                          | Jackson ügynök                     | Mike Henry           |
| A Mick Jagger projekt                                   | Eugene Gurkin                      | Donal Logue          |
| A prófécia                                              | villers                            | Mickaël Chirinian    |
| A szökés                                                | Benjamin Miles "C-Note" Franklin   | Rockmond Dunbar      |
| A kis Amadeus – Az ifjú Mozart kalandjai                | Salzburgi érsek                    | Colin Solman         |
| Alias                                                   | Julian Sark                        | David Anders         |
| Amit a szív diktál                                      | Cantú                              | Raúl Buenfil         |
| Avatár – Aang legendája                                 | Zhao tengernagy                    | Jason Isaacs         |
| Az elnök emberei                                        | Bob Mayer                          | Stephen Root         |
| Az osztály                                              | Perry Pearl                        | Sam Harris           |
| Barátok és szerelmek                                    | Blas                               | Juan Antonio Gómez   |
| Bűbájos boszorkák                                       | Rex Buckland                       | Neil Roberts         |
| Bűnös Chicago                                           | Adres "Pulpo" Diaz                 | Arturo del Puerto    |
| Bűnös vágyak                                            | Dr. Elmundo Tovar                  | Alexis Ayala         |
| Castle                                                  | Mario Guerrera                     | Rey Herrera          |
| Castle                                                  | Roger                              | Phil Abrams          |
| Castle                                                  | Max Haverstock                     | David Bowe           |
| Castle                                                  | Frank Davis                        | Jeff Harlan          |
| Castle                                                  | Dr. Barry Frank                    | Jim Gleason          |
| Csajok, szilikon, ez lesz a Paradicsom!                 | Caballo                            | Nestor Alfonso Rojas |
| CSI: A helyszínelők                                     | David Phillips                     | David Berman         |
| Csillagjegyek                                           | Milu                               |                      |
| Csillagkapu: Atlantisz                                  | Dr. Carson Beckett                 | Paul McGillion       |
| Deadwood                                                | Con Stapleton                      | Peter Jason          |
| Dokik                                                   | Sam Dorian                         | John Ritter          |
| Dokik                                                   | Sam Thompson                       | Alexander Chaplin    |
| Doktor House                                            | Dr. Chris Taub                     | Peter Jacobson       |
| Doyle és Doyle - Ketten bevetésen                       | Daniel Hood őrmester               | Steve O'Connell      |
| Döglött akták                                           | Nick Vera                          | Jeremy Ratchford     |
| Dögös doki                                              | Andrew                             | Steven Alvey         |
| Drága doktor úr                                         | Giacinto Diotallevi                | Enrico Brignano      |
| Drót                                                    | Maurice "Maury" Levy               | Michael Kostroff     |
| Egy rém rendes család                                   | Lucky, a kutya                     | Kim Weiskopf         |
| Elbűvölő szerelem                                       | Basilio Concha                     | Christian Tapán      |
| Family Guy                                              | Cleveland Brown                    | Mike Henry           |
| Férjek gyöngye                                          | Spence Olchin                      | Patton Oswalt        |
| Tiszta szívvel foci                                     | Mac Macgill                        | Blue Deckert         |
| Garfield és barátai                                     | Orson                              | Gregg Berger         |
| Gumball csodálatos világa                               | Tornatanár                         | ?                    |
| Hello Ladies                                            | Wade                               | Nate Torrence        |
| HUNG - Neki áll a zászló                                | Ronnie Haxon                       | Eddie Jemison        |
| Időtlen szerelem                                        | Antonio Iriondio                   | Guillermo Capetillo  |
| Író és kamuhős                                          | Louis Green                        | John Hodgman         |
| Jim szerint a világ                                     | Tony                               | Tony Braunagel       |
| Jo, a profi                                             | Normand                            | Celyn Jones          |
| Jog/Ászok                                               | Bukant ügynök                      | Erik Palladino       |
| Jogászok ásza                                           | Todd                               | Steve Little         |
| Johnny Bravo                                            | további szereplők                  |                      |
| Kick Buttowski: A külvárosi fenegyerek                  | Gunther Magnuson                   | Matt L. Jones        |
| Ki vagy, doki? (Az idő végzete 2. rész)                 | Az Idő Lord Tanács tagja           | Joe Dixon            |
| Ki vagy, doki? (A Doktor, az Özvegy és a ruhásszekrény) | Droxil                             | Bill Bailey          |
| Külvárosi rendőrök                                      | Marco Altieri                      | Bruno Armando        |
| Latin pofonok                                           | Paulie                             | Paul Rodriguez       |
| Laura - Átok a Riviérán                                 | Antoine                            | Aurélien Wiik        |
| Lola                                                    | Cayetano atya                      | Ricardo Saldarriaga  |
| Lost – Eltűntek                                         | Jin Soo-Kwon                       | Daniel Dae Kim       |
| Már megint Malcolm                                      | Leonard                            | Jason Alexander      |
| Majrés mókus                                            | Dave                               | Jonathan Gould       |
| Marichuy – A szerelem diadala                           | Juan José "Juanjo" Martínez        | Cuauhtemoc Blanco    |
| Második esély                                           | Javier Ortigoza                    | Ariel López Padilla  |
| Matrioshki                                              | Eddy Stoefs                        | Luk Wyns             |
| Medicopter 117 – Légimentők                             | Dieter Keller                      | Simon Hatzl          |
| Medicopter 117 – Légimentők                             | Rudi                               | Aljoscha Stadelmann  |
| Medicopter 117 – Légimentők                             | Dr. Jost Balzer                    | Holger Kunkel        |
| Megdönthetetlen                                         | Brett                              | David Fynn           |
| Mixelek                                                 | Balk                               | Billy West           |
| Míg az élet el nem választ                              | Cesar                              | Valente Rodriguez    |
| Mindenki utálja Christ!                                 | Mr. Omar                           | Ernest Thomas        |
| Napfényes Kythera                                       | Philippas                          | Tassos Ioannides     |
| NCIS                                                    | Timothy McGee ügynök               | Sean Murray          |
| Obi-Wan kenobi                                          | Vect Nokru                         | Flea                 |
| Ördögi kör                                              | Lucas Santos                       | Jimmy Bernal         |
| Pillangó - Az alvilág úrnője                            | Rogelio Ovalle                     | Carlos Serrato       |
| Reba                                                    | Brock Hart                         | Christopher Rich     |
| Rubí, az elbűvölő szörnyeteg                            | Millán                             | Sergio Jurado        |
| Star Wars: A Rossz Osztag                               | Gobi Glee                          | Corey Burton         |
| Sue Thomas - FBI                                        | Mr. Thomas                         | Dave Nichols         |
| Szellemekkel suttogó                                    | Mitch Larson                       | Jerry Kernion        |
| Szeretők és riválisok                                   | Emiliano atya                      | Rodrigo Ruiz         |
| Sziklaöklű szerzetes                                    | Bruder Gladius                     | Stephan Bieker       |
| Szívek iskolája                                         | Rafael Robledo                     | Carlos Hurtado       |
| Szuperdokik                                             | Wallace                            | Randy Sklar          |
| Terepen                                                 | Andy Williams detektív             | Lex Medlin           |
| Tiszta bolond                                           | Luis                               | Frankie Quiñones     |
| Totál Dráma                                             | Hatchet séf                        | Clé Bennett          |
| Válás                                                   |                                    |                      |
| Váltságdíj                                              | Knapp                              | Jeremy Sisto         |
| Vámpírnaplók                                            | Richard Lockwood polgármester      | Robert Pralgo        |
| Visszatérés Cranfordba                                  | Mr. Johnson                        | Adrian Scarborough   |
| X-Men: Evolúció                                         | Agymester                          | Campbell Lane        |
| Álmodj velem!                                           | Othón Alcalá                       | Enoc Leaño           |

| Év   | Cím                                              | Szerep                           | Színész                 |
| ---- | ------------------------------------------------ | -------------------------------- | ----------------------- |
| 2017 | Verdák 3                                         | Mike Furika                      | Mike Joy                |
| 2015 | Fantasztikus Négyes                              | Mr. Richards                     | Tim Heidecker           |
| 2015 | Blackhat                                         | Jeffries                         | Danny Burstein          |
| 2015 | Creed: Apollo fia                                | Max Kellerman                    | Max Kellerman           |
| 2014 | A séf                                            | Zsaru Miamiban                   | Russell Peters          |
| 2014 | Az éhezők viadala: A kiválasztott – 1. rész      | Claudius Templesmith             | Toby Jones              |
| 2014 | Az útvesztő                                      | Labortechnikus                   |                         |
| 2013 | 12 év rabszolgaság                               | Jonus Ray                        | John McConnell          |
| 2013 | A komornyik                                      | John Ehrlichman                  | Colin Walker            |
| 2013 | A magányos lovas                                 | Blaine                           | Damon Herriman          |
| 2013 | Az éhezők viadala: Futótűz                       | Claudius Templesmith             | Toby Jones              |
| 2013 | Diana                                            | Ian                              | Max Wrottesly           |
| 2012 | A Bourne-hagyaték                                | Dr. Talwar                       | Ali Reza                |
| 2012 | A diktátor                                       | Mr. Lao                          | Bobby Lee               |
| 2012 | A fekete ruhás nő                                | Mr. Jerome                       | Tim McMullan            |
| 2012 | A holló                                          | Reagan                           | Brendan Coyle           |
| 2012 | A lehetetlen                                     | Oliver Tudpole                   | John Albasiny           |
| 2012 | A vadászat                                       | Bruun                            | Lars Ranthe             |
| 2012 | Alex Cross                                       | Erich Nunemaher                  | Werner Daehn            |
| 2012 | Anna Karenina                                    | Tverskoy herceg                  | Kenneth Collard         |
| 2012 | Az éhezők viadala                                | Claudius Templesmith             | Toby Jones              |
| 2012 | Fejlövés                                         | Hank Greely                      | Holt McCallany          |
| 2011 | A gondozoo                                       | Strucc                           | Richie Minervini        |
| 2011 | A hatalom árnyékában                             | Joe                              | Joseph Dinda            |
| 2011 | Álmok otthona                                    | Tony Ferguson                    | Jonathan Potts          |
| 2011 | Az igazi kaland                                  | Igazgató                         | Michael Panes           |
| 2011 | Bankcsapda                                       | Mitchell Wolf                    | Curtis Armstrong        |
| 2011 | Cowboyok és űrlények                             | Mickey                           | Wyatt Russell           |
| 2011 | Elhajlási engedély                               | Rendőr                           |                         |
| 2010 | A király beszéde                                 | Rádióbemondó a BBC-nél           | Adrian Scarborough      |
| 2010 | A következő három nap                            | Őr a kórházban                   | Patrick Brennan         |
| 2010 | A sötétség határán                               | Ifj. Allen C. Robinson           | Rick Avery              |
| 2010 | Blue Valentine                                   | Jamie                            | James Benatti           |
| 2010 | Boszorkányvadászat                               | Hagamar                          | Stephen Graham          |
| 2010 | Élve eltemetve                                   | Jabir                            | José Luis García Pérez  |
| 2009 | Anyátlanok - Életed nagy kalandja felnőtté válni | Digby                            | Erik Thomson            |
| 2009 | Bérgyilkosok viadalak                            | Yuri Petrov                      | Scott Adkins            |
| 2008 | A trükk                                          | Hans Bleimer                     | Sean Higgs              |
| 2008 | A vörös báró                                     | Menzke                           | Raph Misske             |
| 2008 | Anyám új pasija                                  | Enrico, a séf                    | Enrico Colantoni        |
| 2008 | Az igenember                                     | Marv Winchell                    | Patrick Labyorteaux     |
| 2008 | Ellenállók                                       | Peretz Shorshaty                 | Martin Hancock          |
| 2008 | Fél-profi                                        | Bobby Dee                        | Andy Richter            |
| 2008 | Fúrófej Taylor                                   | Buszsofőr                        | Shaun Weiss             |
| 2008 | Superhero Movie                                  | Blaine Riker                     | Robert Hays             |
| 2008 | Superhero Movie                                  | Rendőrfőnök                      | Keith David             |
| 2008 | Superhero Movie                                  | Szitakötő jelmezes alak          | Steve Monroe            |
| 2007 | 1408                                             | Clay                             | William Armstrong       |
| 2007 | A bakancslista                                   | Richard                          | Jonathan Mangum         |
| 2007 | A lankadatlan - A Dewey Cox sztori               | Bobby Shad                       | Craig Robinson          |
| 2007 | A nemzet aranya: Titkok könyve                   | Biciklis rendőr Párizsban        | Scali Delpeyrat         |
| 2007 | A szellemlovas                                   | Edwards hadnagy                  | Arthur Angel            |
| 2007 | A szerelem gyűrűje                               | Peter Etty                       | Allan Hawco             |
| 2007 | Agyő, nagy ő!                                    | Mac                              | Rob Corddry             |
| 2007 | Az éjszaka urai                                  | Eli Mirichenko                   | Edward Shkolnikov       |
| 2006 | A boldogság nyomában                             | Orvos a kórházban                | David Michael Silverman |
| 2006 | A boldogság nyomában                             | Eladó                            | Amir Talai              |
| 2006 | A tégla                                          | Queenan-t követő nyomozó         | Billy Smith             |
| 2006 | Déjà vu                                          | Stalhuth ügynök                  | Rich Hutchman           |
| 2006 | Elemi ösztön 2.                                  | Peter Ristedes                   | Iain Robertson          |
| 2006 | Én, a nő és plusz egy fő                         | Mark                             | Bill Harder             |
| 2006 | Füstölgő ászok                                   | Freeman Heller                   | Mike Falkow             |
| 2006 | Verdák                                           | Újrahasznosított elemes Jerry    | Joe Ranft               |
| 2005 | A leggyorsabb indián                             | Vámos                            | James Gaylyn            |
| 2005 | A randiguru                                      | Ben                              | Michael Rapaport        |
| 2005 | A szavak titkos élete                            | Scott                            | Danny Cunningham        |
| 2005 | A tolmács                                        | Kuman-Kuman                      | George Harris           |
| 2005 | Anthony Zimmer                                   | A Carlton vezetője               | Richard Delestre        |
| 2005 | Casanova                                         | Férfi a bordélyházban            | Bryan Corenberg         |
| 2005 | Dick és Jane trükkjei                            | Ralph Nader                      | Ralph Nader             |
| 2005 | Domino                                           | Raul Chavez                      | Joe Nunez               |
| 2005 | Elektra                                          | Bauer                            | Mark Houghton           |
| 2005 | Fegyverszünet karácsonyra                        | Ponchel                          | Dany Boon               |
| 2005 | Fűrész II.                                       | Ponchel                          | Glenn Plummer           |
| 2004 | Garfield                                         | Biztonsági őr                    | Mel Rodriguez           |
| 2004 | A bukás – Hitler utolsó napjai                   | Dr. Ludwig Stumpfegger háziorvos | Thorsten Krohn          |
| 2004 | A Macskanő                                       | Dr. Ivan Slavicky                | Peter Wingfield         |
| 2004 | A tűzben edzett férfi                            | Jersey, az őrző                  | Charles Paraventi       |
| 2004 | Az utolsó gyémántrablás                          | Hotel menedzser                  | John Michael Higgins    |
| 2003 | Az ítélet eladó                                  | Kyle Murphy                      | Marcus Hester           |
| 2003 | Drogtanya                                        | Slim Jim                         | Louis Lombardi          |
| 2002 | A Szmokinger                                     | Wallace CSA ügynök               | Scott Wickware          |
| 2002 | A titkárnő                                       | Mr. Garvey                       | Kyle Colerider-Krugh    |
| 2002 | A titkárnő                                       | Jonathan                         | Oz Perkins              |
| 2002 | Az új fiú                                        | Jermaine                         | Jermaine Dupry          |
| 2002 | Az új fiú                                        | Rudy                             | Josh Todd               |
| 2002 | Az új fiú                                        | Zenebolt vezetője                | Bill Wolkoff            |
| 2002 | Édes kis semmiség                                | Eddie                            | Jonathon E. Stewart     |
| 2002 | Édes kis semmiség                                | Szobapincér                      | Philip Pavel            |
| 2002 | Édes kis semmiség                                | Osvaldo                          |                         |
| 2002 | Édes kis semmiség                                | Rendőr                           |                         |
| 2001 | 13 kísértet                                      | Damon                            | Matthew Harrison        |
| 2001 | A mexikói                                        | Mexikói autókölcsönzős férfi     | Carlos Lacamara         |
| 2001 | A szívem érted RAPes                             | Duli                             | Vince Green             |
| 2001 | Az utolsó erőd                                   | Cutbush                          | Jeremy Childs           |
| 2001 | Csajok a csúcson                                 | Postás                           | Dennis Gansel           |
| 2001 | Enigma                                           | Villiers                         | Nicholas Rowe           |
| 2001 | Evolúció                                         | Munkás                           | Andrew Bowen            |
| 2001 | Evolúció                                         | Katonai rendőr                   | Lee Weaver              |
| 2000 | 102 kiskutya                                     | TV-bemondó                       | N/A                     |
| 2000 | A cserecsapat                                    | Andre Jackson                    | Michael Taliferro       |
| 2000 | Blöff                                            | Charlie                          | Jason Ninh Cao          |
| 1999 | A csontember                                     | Hotdog árus                      | Mateo Gómez             |
| 1999 | A múmia                                          | Hóhér                            | Mohammed Afifi          |
| 1999 | Asterix és Obelix                                | Brutus                           | Didier Cauchy           |
| 1999 | Az Álmosvölgy legendája                          | Killian                          | Steven Waddington       |
| 1999 | Az igazság napja                                 | Wally Cartwright                 | Colman Domingo          |
| 1999 | Csapás a múltból                                 | Levy                             | Hugh Wilson             |
| 1999 | Csapás a múltból                                 | Mr. Brown                        | Brian Blondell          |
| 1999 | Csapatcsere                                      | Alexi Lalas                      | Alexi Lalas             |
| 1999 | Ed TV                                            | Jack                             | Stephen Shenbaum        |
| 1999 | Fergeteges forgatás                              | Kenny, Kit limo sofőrje          | Zaid Farid              |
| 1998 | A nemzet színe-java                              | Brad Lieberman                   | Ned Eisenberg           |
| 1998 | A nemzet színe-java                              | Jimmy Ozio                       | Robert Cicchini         |
| 1998 | A nemzet színe-java                              | Randy Culligan                   | Brian Markinson         |
| 1998 | A nemzet színe-java                              | Lorenzo Delgrado                 | John Vargas             |
| 1998 | Az utolsó dobás                                  | Anthea operatőre                 | William J. McKeon III   |
| 1998 | Chipkatonák                                      | Böhömbika                        | Harry Shearer           |
| 1998 | Csúcsformában (2. szinkronos változat)           | Clive Cod                        | Chris Penn              |
| 1998 | Deep Impact                                      | Dr. Marcus Wolf                  | Charles Martin Smith    |
| 1998 | Deep Impact                                      | David Baker                      | Charlie Hartsock        |
| 1998 | Dr. Dolittle                                     | Blaine                           | Paul Giamatti           |
| 1995 | Az utolsó vacsora                                | "Iszlám Nemzet" aktivista        | Warren Hutcherson       |
| 1995 | Danielle Steel: Áldott teher                     | John                             | Byron Lucas             |
| 1995 | Danielle Steel: Zoya                             | Orlov                            | Byron Lucas             |

### Animék
| Cím                 | Szerep               | Színész          |
| ------------------- | -------------------- | ---------------- |
| Bleach              | Zangetsu (Holdpenge) | Takayuki Sugō    |
| Death Note          | Mogi Kanzo           | Kazuya Nakai     |
| Fullmetal Alchemist | Rest                 | Yoshino Takamori |
| Inuyasha            | Jinenji              | Hisao Egawa      |
| Inuyasha            | Toukajin             | Hori Hideyuki    |
| Méz és lóhere       | Aida Kazou           | Kenta Miyake     |
| Naruto              | Kōmei                | Aruno Tahara     |

### Dokumentumfilmek
| Cím                                                | Ország                  | Év   | Szerep                                                                             |
| -------------------------------------------------- | ----------------------- | ---- | ---------------------------------------------------------------------------------- |
| A dzsungel királya, 1. rész                        | amerikai dokumentumfilm | 2016 | John                                                                               |
| 10 Years of Monkey Business Ep. 1                  |                         |      | Jim                                                                                |
| A Da Vinci-kód megoldása: A teljes igazság         |                         |      | Dan                                                                                |
| A halottak titkai/Harcos papnő                     |                         |      | Dr. Burges                                                                         |
| A nagy rajzás                                      |                         |      | Dr. Jeff Lockwood                                                                  |
| A National Geography különleges pillanatai 4/1     |                         |      | Fejhallgatós férfi, John, Férfi hang 1, Férfi 4, Sapkás férfi                      |
| A National Geography különleges pillanatai veszély |                         |      | Szemtanú, Férfi, Segítő, Doug, Sean E.                                             |
| A természet pusztító ereje: Időjárás               |                         |      | Tarka                                                                              |
| A terrorizmus árnyékában                           |                         |      | Bemondó 3, Férfi 6, Férfi 9, Bemondó 5, Férfi 13, Jack                             |
| A terrorizmus árnyékában, 2. rész                  |                         |      | Ken Van Anken, FAA Virginia/Férfi 2, Jack Taliercio, Keith Lane, Pasquale Buzzelli |
| A Tresure Ship's tragedy                           |                         |      | David                                                                              |